# Beurokeo
Broker (hangul: 브로커, bra: Broker - Uma nova chance; prt: Broker - Intermediários) é um longa metragem de drama sul-coreano lançado em 2022 escrito e dirigido pelo cineasta japonês, Hirokazu Kore-eda, estrelado por Song Kang-ho, Gang Dong-won, Bae Doona, Lee Ji-eun e Lee Joo-young. A trama gira em torno de personagens associados a caixas de bebê, que permitem que recém-nascidos sejam deixados anonimamente para serem cuidados por outras pessoas. Selecionado para concorrer ao Palme D'Or no Festival de Cinema de Cannes de 2022, foi exibido no dia 26 de maio, vencendo o Prêmio Ecumênico do Júri e, Song Kang-hovenceu o de Melhor Ator. Foi lançado em 8 de junho de 2022 nos cinemas da Coreia do Sul. Estreou em Portugal no dia 5 de Janeiro de 2023 e no Brasil está previsto para 23 de Março de 2023.

## Sinopse
Dois homens aproveitando-se da posição de um deles em uma igreja onde bebês são deixados anonimamente por suas mães os raptam para tentar vendê-los em um mercado ilegal de adoção. No entanto, a mãe do último recém nascido retorna e resolve confrontá-los, mas acaba indo junto a eles nesta jornada de venda. Porém, o grupo não sabe que duas detetives os perseguem em uma investigação minuciosa.

## Elenco
- Song Kang-ho como Ha Sang-hyeon,[8]
- Gang Dong-won como Dong-soo[8]
- Bae Doona como Soo-jin[8]
- Lee Ji-eun como Moon So-young[8]
- Lee Joo-young como Detective Lee,[8]
- Park Ji-yong como Woo-sung, So-young's baby[9]
- Im Seung-soo como Hae-jin,[10]
- Kang Gil-woo como Mr. Lim,[11]

## Produção

### Desenvolvimento
A ideia de Broker foi inicialmente concebida por Kore-eda enquanto pesquisava o sistema de adoção japonês para seu filme Like Father, Like Son de 2013, descobrindo no processo suas semelhanças com o sistema de adoção sul-coreano. Ele aprendeu sobre a única caixa para bebês do Japão, um lugar onde as pessoas podem deixar crianças anonimamente, e as críticas em torno do sistema no Japão. Pode ser encontrado em todo o mundo, inclusive na Coréia do Sul, onde é muito mais popular em comparação com o Japão. Depois que Kore-eda discutiu com Song, Bae e Gang fazendo um filme juntos, ele decidiu combinar as duas ideias. Kore-eda já havia conhecido Song and Gang em vários festivais de cinema, por sua vez, conheceu Bae no set de seu filme de 2009, Air Doll. Kore-eda descreveu Broker como um companheiro de seu filme Shoplifters de 2018, com os dois compartilhando um interesse temático em párias sociais que se unem para formar famílias não convencionais.
O filme foi anunciado em 26 de agosto de 2020, com Song, Bae e Gang definidos para estrelar, sob o título provisório relatado como Baby, Box, Broker ou simplesmente Broker. Kore-eda originalmente usou Baby, Box, Broker, pois o objetivo da história era conectar os três elementos. No entanto, enquanto escrevia o roteiro, ele escolheu Broker porque "percebeu que [o filme] tinha essa estrutura em que é o lado do detetive, o lado de Soo-jin, que mais deseja a venda do bebê. O 'broker' no filme muda conforme a história se desenrola. E pensei que focando na palavra Broker, o título ficaria muito simples e forte. Gostei muito dessa estrutura onde a pessoa que quer vender o bebê se inverte conforme a narrativa avança."

### Escrita
Depois de se encontrar com os três atores sul-coreanos, Kore-eda começou a trabalhar no roteiro. Ele afirmou que a primeira imagem que lhe veio à mente foi "de Song Kang-ho, vestindo uma roupa de noiva e segurando um bebê, sorrindo para o bebê e depois vendendo o bebê". Após a escalação da atriz Lee Ji-eun, que também é uma cantora de renome na Coreia do Sul, Koreeda escolheu adicionar uma cena onde Lee canta uma canção de ninar. Mesmo tendo escrito um rascunho inicial, Kore-eda lutou com o final de Broker e acabou reescrevendo-o várias vezes durante as filmagens com a ajuda de Song.

### Elenco
Kore-eda disse que Song era o ator sul-coreano com quem ele mais queria trabalhar e a primeira pessoa que lhe veio à mente para o papel de Sang-hyeon. Gang e Bae chamaram a atenção do diretor depois que ele viu suas atuações em Secret Reunion e Air Doll, respectivamente, com o último sendo dirigido pelo próprio Kore-eda. Em fevereiro de 2021, foi anunciado que Lee Ji-eun havia se juntado ao elenco. Kore-eda escolheu escalar Lee depois de ter visto vários dramas coreanos durante a quarentena, incluindo a série de televisão de 2018, My Mister, estrelada por Lee, onde sua atuação o impressionou. Lee disse que aceitou porque estava ansiosa para interpretar uma mãe quando Kore-eda lhe ofereceu o papel. Enquanto se preparava para o papel, ela pesquisou como a sociedade vê as mães solteiras e as dificuldades pelas quais elas passam. Em março de 2021, foi relatado que Lee Joo-young havia se juntado ao elenco. Ela foi escolhida por Kore-eda depois que ele viu sua performance em Itaewon Class e A Quiet Dream.

### Filmagens
A filmagens ocorreram de 14 de abril a 22 de junho de 2021. O diretor de fotografia é Hong Kyung-pyo. Dentre os locais de filmagem notáveis, estão Pohang, Uljin e Samcheok, uma cidade de Gangwon-do.

### Trilha Sonora
A trilha sonora foi escrita pelo compositor sul-coreano Jung Jae-il e foi lançada digitalmente em 15 de junho de 2022.
| Lista de faixas originais |                                           |         |  |
| N.º                       | Título                                    | Duração |  |
| 0.                        | "Staircases (계단)"                       | 1:46    |  |
| 1.                        | "Bus Stop (정류장)"                       | 0:44    |  |
| 2.                        | "In The Beginning Was Rain (시작은...비)" | 2:29    |  |
| 3.                        | "To Be A Bird (새처럼)"                   | 4:55    |  |
| 4.                        | "Eavesdrop (처맛물)"                      | 1:54    |  |
| 5.                        | "Family Trip (가족여행)"                  | 2:48    |  |
| 6.                        | "Follow The Dot (뒤를 밟다)"              | 2:01    |  |
| 7.                        | "Saddle The Wind (바람에 실려)"           | 1:02    |  |
| 8.                        | "See You When I See You (기약없는 이별)"  | 0:43    |  |
| 9.                        | "Companiero (동승)"                       | 1:09    |  |
| 10.                       | "From Afar (멀리서)"                      | 3:46    |  |
| 11.                       | "The Box (상자)"                          | 0:39    |  |
| 12.                       | "Betrayal (배신)"                         | 0:54    |  |
| 13.                       | "Booooo (야유)"                           | 0:27    |  |
| 14.                       | "Fleeing From The Past (도망쳐)"          | 1:14    |  |
| 15.                       | "End Up Where (이 길은 어디로)"           | 0:54    |  |
| 16.                       | "Daughter (딸)"                           | 0:51    |  |
| 17.                       | "Suspended Step (죽음)"                   | 1:44    |  |
| 18.                       | "Old Pal (옛친구)"                        | 2:00    |  |
| 19.                       | "Running (달리기)"                        | 1:10    |  |
| 20.                       | "Thank You (고마워)"                      | 0:49    |  |
| 21.                       | "Forgiven (용서)"                         | 5:29    |  |
| 22.                       | "Us (우리)"                               | 2:06    |  |
| 23.                       | "Prayer (기도)"                           | 1:18    |  |
| Duração total:            | Duração total:                            | 42:40   |  |

## Lançamento

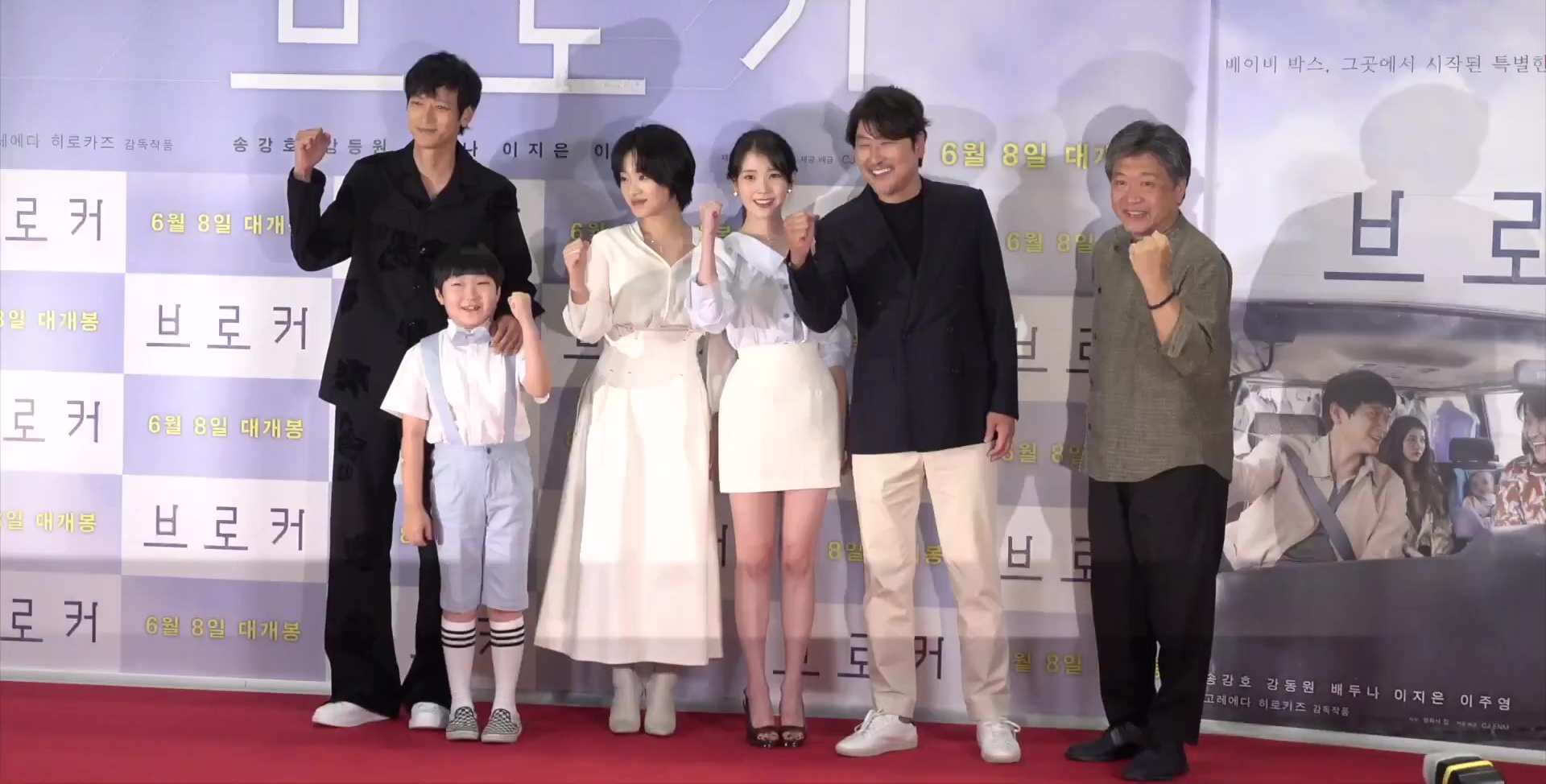
Elenco e diretor na VIP Premiere em junho de 2022.

Em maio de 2022, antes da estreia do filme em Cannes, Neon adquiriu os direitos de distribuição nos Estados Unidos. A Picturehouse Entertainment adquiriu os direitos de distribuição no Reino Unido e na Irlanda. Os direitos do filme também foram pré-vendidos para a Metropolitan Filmexport (França), Gaga Corporation (Japão), Koch Films (Alemanha e Itália), Triart Film (Escandinávia), September Films (Benelux), Edko Film (Hong Kong e Macau) e Madman Entertainment (Austrália e Nova Zelândia). De acordo com a CJ E&M, o filme foi vendido para 171 países antes de sua estreia na competição do 75º Festival de Cinema de Cannes. O número de países aumentou para 188.
Broker foi lançado em Hong Kong e Singapura em 23 de junho e no Japão em 24 de junho. Foi selecionado como o filme de encerramento do 69º Festival de Cinema de Sydney e foi exibido em 19 de junho. em setembro. Foi lançado nos Estados Unidos em 26 de dezembro de 2022. Também foi lançado na França no mesmo mês.

## Recepção

### Bilheteria
Broker foi lançado em 8 de junho de 2022, em 1.594 cinemas. Ele estreou com 146.221 ingressos vendidos e liderou a bilheteria sul-coreana. O filme ultrapassou 1 milhão de ingressos acumulados em 11 dias de lançamento, registrando 1.040.709 espectadores. Tornou-se o primeiro filme dirigido por Kore-eda a ultrapassar a marca de 1 milhão de ingressos vendidos na Coreia do Sul.
Desde 10 de setembro de 2022, está em 11º lugar entre todos os filmes coreanos lançados no ano de 2022 com receita bruta de US$ 9.672.172 e 1.260.740 ingressos. Seu maior mercado internacional é o Japão, com receita bruta de US$ 4.470.263.

### Resposta da Crítica
Broker foi exibido no Lumière Theatre, principal cinema do Festival Internacional de Cinema de Cannes, em 26 de maio de 2022. Após o término do filme, houve uma ovação de pé do público por 12 minutos. No site agregador de resenhas Rotten Tomatoes, 90% das 68 resenhas são positivas para o filme, com nota média de 7,5/10. O consenso dos críticos do site diz: "Broker contorna as bordas do sentimentalismo, mas é consistentemente fundamentado pela abordagem calorosa e ternamente melancólica de Hirokazu Kore-eda". O Metacritic atribuiu ao filme uma pontuação média ponderada de 76 em 100, com base em 20 críticos, indicando "críticas geralmente favoráveis".

Ella Kemp, do IndieWire, classificou o filme como A- e escreveu: "A execução dessa premissa é, de alguma forma, milagrosa em sua sensibilidade, fazendo perguntas sobre questões de ética, escolha, dinheiro, assassinato, família e como encontre o amor em toda essa bagunça lamentável." Em sua crítica ao The Hollywood Reporter, David Rooney elogiou as performances dos atores e a direção de Kore-eda, dizendo: "muito disso podia ter sido estereotipado em mãos menos habilidosas, mas Kore-eda tem uma leveza de toque inabalável, uma maneira de injetar emoções veracidade e espontaneidade em cada momento". Nicholas Barber, da BBC, avaliou o filme com 5 estrelas de 5 e chamou-o de "Um dos filmes mais deliciosos do ano".Tim Robey, do Telegraph.co.uk, avaliou o filme com 2 estrelas de 5 e afirmou: "Anêmico e piegas por vezes, esta pode ser a maior decepção da competição de Cannes".

## Ligações Externas
- Beurokeo (em inglês) no HanCinema
- Beurokeo. no IMDb. | Controle de autoridade | - : Q23994919 - Kino: 1402754 - LUMIERE: 334732 - Metacritic: broker - OFDb: 365350 - IMDb: tt13056052 - Rotten Tomatoes: broker - Allcinema: 381677 - AllMovie: v732548 - AlloCiné: 286075 - Eiga.com: 93673 - FilmAffinity: 893654 - HanCinema: Broker - Kinenote: 96596 - Letterboxd: broker-2022 - Moviepilot: broker - TMDb: 736732 |